# Odontodoryctes xanthocephalus
Odontodoryctes xanthocephalus är en stekelart som beskrevs av Granger 1949. Odontodoryctes xanthocephalus ingår i släktet Odontodoryctes och familjen bracksteklar. Inga underarter finns listade i Catalogue of Life.